# Bettmaringen
Bettmaringen ist ein Stadtteil der Stadt Stühlingen im Kreis Waldshut in Baden-Württemberg.

## Geographie
Bettmaringen liegt im Südschwarzwald oberhalb des Steinatals westlich von Stühlingen. In der Umgebung liegen die ehemalige Illmühle, der Weiler Obere Alp mit dem Oberen Alphof (Golfplatz) und der Weiler Mittlere Alp. Sie erinnern an die Zugehörigkeit zum Alpgau, in der weiteren Umgebung sind die Orte Ober- und Unterwangen, Mauchen, Wittlekofen, Birkendorf und Obermettingen. Unweit der Steina sind die Ruinen der Burg Steinegg und die Roggenbacher Schlösser.

## Geschichte

### Ort
Bettmaringen wird 1125 erstmals erwähnt, (predium Pathemaringen) und war ein Besitz der Herren von Bettmaringen diese werden mit einem Altman de Batemaringa im Zusammenhang mit dem Kloster Allerheiligen in Schaffhausen erstmals 1092 genannt. Die Brüder Heinrich und Wolfgang, Ritter von Bettmaringen, fielen in der Schlacht bei Sempach. Über die Freiherren von Krenkingen (nobilis vir Hainricus de Chrenchingen miles..) kam Bettmaringen ab 1290 teilweise zu St. Blasien. Zeitweise waren auch andere Geschlechter Teilhaber, so die Im Thurn (1376), die von Erzingen und die von Egbotingen (Ewattingen). Die Grafen von Lupfen hatten die Hohe Gerichtsbarkeit. Bettmaringen wurde 1417 Vogtssitz und war eine eigene Herrschaft von 1613 bis 1806 innerhalb der Grafschaft Bonndorf, gehörte 1432 zum Kloster St. Blasien. 1807 bis 1812 war in Bettmaringen ein Amtssitz des Hauses Baden. Der Amtssitz war das Pfarrhaus. Am 1. Januar 1975 wurde Bettmaringen in die Stadt Stühlingen eingemeindet. Der Flurname Tandlekofen erinnert an eine abgegangene Siedlung. Von 1519 bis 1532 war Johannes Spielmann, ein Sohn aus Bettmaringen, Abt der Benediktinerabtei St. Blasien.

### Amtshaus

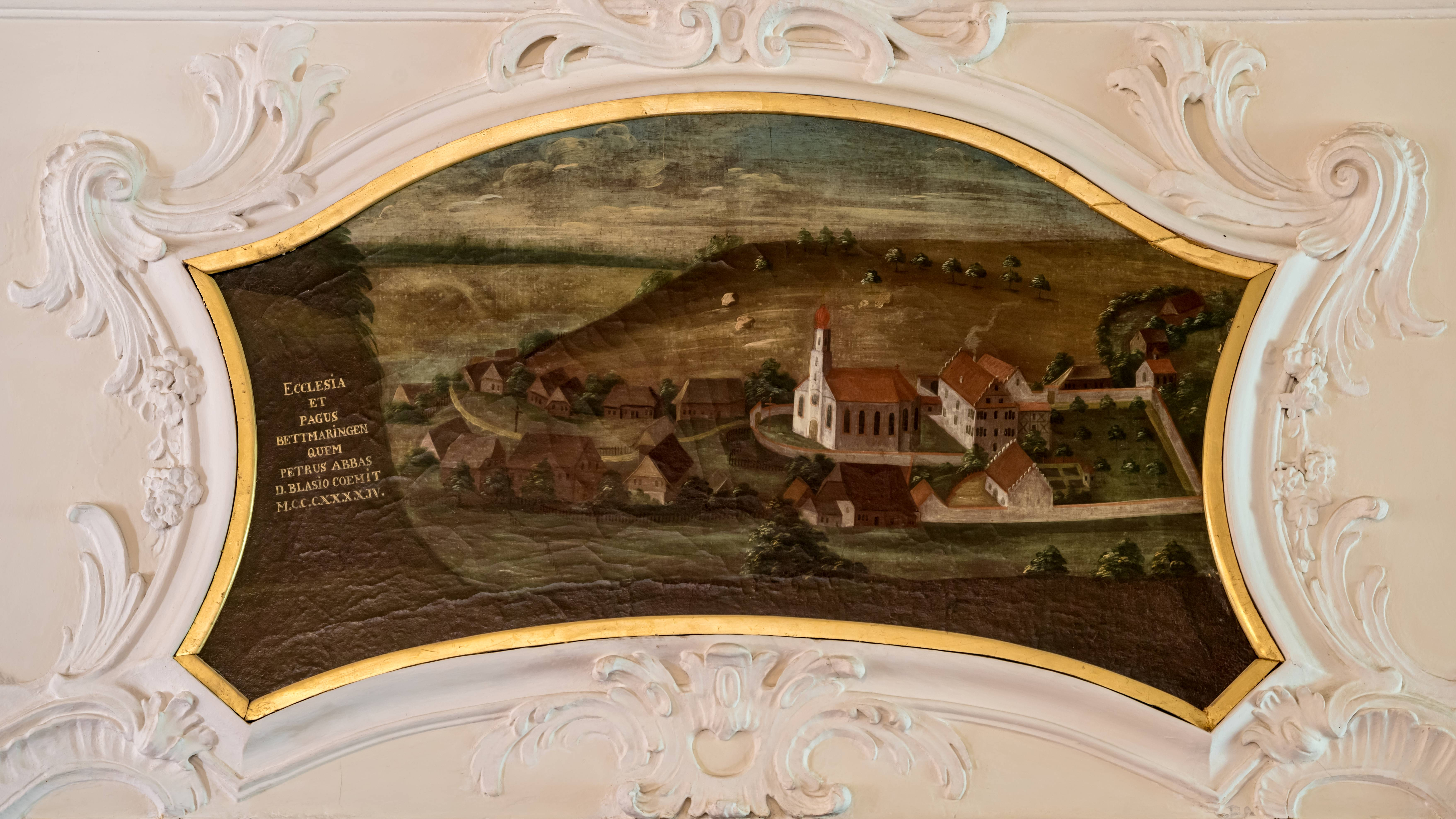
Schloss und Kirche auf einer Supraporte in Schloss Bürgeln

Das ehemalige St. Blasische Amtshaus, ein stattlicher Spätgotischer Landsitz erbaut in der Regierungszeit (1541 bis 1571) des baufreudigen Abtes Caspar Molitoris, mit Wendeltreppenturm, Staffelzinnen, Wappen, Umfassungsmauer und Torwappen von Berthold Rottler war zeitweise Wohnung des Pfarrers, von 1803 bis 1806 war es unter dem Großpriorat des Malteserordens. Danach für kurze Zeit Württembergisch noch im gleichen Jahr Badisch, ab 1828 bewohnte ein Pfarrer das Amtshaus, so wurde es stets „Pfarrhaus“ benannt nicht zuletzt da die Kirche unmittelbar daneben steht (das eigentliche Pfarrhaus wurde nach Bränden öfters neu erbaut, letztlich aber 1736 abgebrochen). Das von 1979 bis 1980 umfassend an Fassade und Dach sanierte Amtsgebäude wird oft auch Schloss Bettmaringen genannt. Die Innenausstattung wurde im 18. Jahrhundert umgestaltet, doch das Obergeschoss mit den barocken Prälatenräumen blieb rein erhalten: Appartement mit Alkovenanlage, ausgestattet um 1770 mit eingelegtem Boden und feinen Stuckaturen der späten Wessobrunner Schule. Das Gebäude wurde 2013 von der Erzdiözese Freiburg/Breisgau an Privat verkauft.

### Kirche
Die in Nachbarschaft zum Amtshaus nach Ost dominierende Kirche stammt aus dem Jahr 1760. Kirchenpatron vor Umbenennung und Schenkung von Reliquien 1785 unter Fürstabt Martin Gerbert zum Hl. Fridolin war St. Georg.